# Bosnisch-herzegowinische Eishockeyliga 2013/14
Die Saison 2013/14 war die sechste Spielzeit der bosnisch-herzegowinischen Eishockeyliga, der höchsten bosnisch-herzegowinischen Eishockeyspielklasse. Meister wurde zum insgesamt dritten Mal in der Vereinsgeschichte der HK Stari Grad.
Der HK Bosna stellte keine Mannschaft für die Spielzeit 2013/14, stattdessen nahm eine Mannschaft von U20-Junioren aller Clubs unter dem Namen Blue Bulls Sarajevo teil.

## Modus
In der Hauptrunde absolvierte jede der vier Mannschaften insgesamt 15 Spiele mit je 45 Minuten Länge – anstatt der üblichen 60 Minuten. Die beiden Erstplatzierten der Hauptrunde qualifizierten sich für das Meisterschaftsfinale. Für einen Sieg nach der regulären Spielzeit erhielt jede Mannschaft drei Punkte, für einen Sieg nach Verlängerung zwei Punkte, bei einer Niederlage nach Verlängerung gab es einen Punkt und bei einer Niederlage nach regulärer Spielzeit null Punkte.

## Hauptrunde
|    | Klub                 | Sp | S  | OTS | OTN | N | Tore  | Punkte |
| -- | -------------------- | -- | -- | --- | --- | - | ----- | ------ |
| 1. | HK Stari Grad        | 15 | 10 | 2   | 2   | 1 | 56:28 | 35     |
| 2. | HK Ilidža 2010       | 15 | 8  | 6   | 0   | 1 | 41:39 | 25     |
| 3. | HK Medvjedi Sarajevo | 15 | 5  | 8   | 1   | 1 | 47:43 | 18     |
| 4. | Blue Bulls Sarajevo  | 15 | 3  | 10  | 1   | 1 | 31:65 | 12     |

Sp = Spiele, S = Siege, OTS = Overtime-Siege, OTN = Overtime-Niederlage, N = Niederlagen

## Finale
|                                | Serie | 1                   | 2                   | 3 |
| ------------------------------ | ----- | ------------------- | ------------------- | - |
| HK Stari Grad – HK Ilidža 2010 | 2:0   | 5:1 (3:0, 1:1, 1:0) | 4:2 (0:1, 3:0, 1:1) | – |